# Surgical Meth Machine (álbum)
Surgical Meth Machine es el álbum debut homónimo de la banda estadounidense de Metal industrial, Surgical Meth Machine. Fue lanzado el 15 de abril de 2016 por el sello Nuclear Blast Records.

## Listado de canciones
| N.º | Título                                              | Música | Duración |  |
| 1.  | «I'm Sensitive»                                     |        | 4:10     |  |
| 2.  | «Tragic Alert»                                      |        | 3:36     |  |
| 3.  | «I Want More»                                       |        | 3:56     |  |
| 4.  | «Reach People Problems»                             |        | 3:06     |  |
| 5.  | «I Don't Wanna (con Jello Biafra de Dead Kennedys)» |        | 3:16     |  |
| 6.  | «Smash and Grab»                                    |        | 2:49     |  |
| 7.  | «Unlistenable»                                      |        | 4:54     |  |
| 8.  | «Gates of Stell (cover de Devo)»                    |        | 2:47     |  |
| 9.  | «Spudnik»                                           |        | 2:31     |  |
| 10. | «Just Go Home»                                      |        | 2:51     |  |
| 11. | «Just Keep Going»                                   |        | 1:03     |  |
| 12. | «I'm Invisible»                                     |        | 5:00     |  |

- Datos: Q23762869